# Magdala (pel·lícula)
Magdala és una pel·lícula francesa dirigida per Damien Manivel, estrenada el 2022.

## Argument
En aquests moments Maria Magdalena és una anciana canosa que s'ha retirat a la foresta, on viu en una austeritat radical menjant fruites del bosc, dormint sota els arbres i bevent aigua de pluja i de la rosada. La solitud en harmonia amb la natura l'empenta a recordar el seu amor perdut, Jesús,, plora sovint per ell i cerca d'un camí per retrobar-lo. Un jove àngel l'acompanya en el seu darrer viatge.

## Repartiment
- Elsa Wolliaston : Maria Magdalena
- Olga Mouak : Maria Magdalena jove
- Aimie Lombard : l'àngel
- Saphir Shraga : Jesús

## Crítiques
A França, el lloc Allociné ofereix una mitjana de 3,2/5 segons la interpretació de les ressenyes de premsa recollits.

## Reconeixements
- 75è Festival Internacional de Cinema de Canes : programació ACID[5]